# بلجك
بلجك هي قرية في مقاطعة ماكو، إيران. يقدر عدد سكانها بـ 225 نسمة بحسب إحصاء 2016.